# Стовер-Ирвин, Юнона
Юно́на Стове́р-И́рвин (англ. Juno Stover-Irwin, 22 ноября 1928, Лос-Анджелес, Калифорния, США — 2 июля 2011, Юнион-Сити, Калифорния, США) — американская прыгунья в воду, бронзовый призёр летних Олимпийских игр в Хельсинки (1952) и серебряный призёр летних Олимпийских игр в Мельбурне (1956) по прыжкам в воду.

## Спортивная карьера
Участница четырёх Олимпиад: в Лондоне (1948) была пятой в прыжках с вышки, в Хельсинки (1952), будучи на третьем месяце беременности, завоевала «бронзу», в Мельбурне (1956) — «серебро», в Риме (1960) осталась на четвёртой позиции. Также была двукратной серебряной медалисткой Панамериканских игр в прыжках в воду с вышки: в Мехико (1955) и в Чикаго (1959). Дважды становилась чемпионкой США.
После завершения спортивной карьеры работала тренером по дайвингу команды Калифорнийского Университета в Беркли.
В 1980 году была введена в Зал славы мирового плавания.